# Júlia Bartel Holgado
Júlia Bartel Holgado (Terrassa, 18 de maig de 2004) és una futbolista catalana que juga com a migcampista al Chelsea.

## Carrera de club
Bartel com a juvenil ha jugat a clubs amateurs com la UE Castellbisbal i el Sant Cugat FC abans d'incorporar-se a l'equip juvenil de l'Espanyol. El 2019 va optar per fitxar pel FC Barcelona quan encara tenia 15 anys. Després de dos anys jugant als equips juvenils i de reserva del club, va debutar amb el primer equip el 27 de juny del 2021 davant l'Eibar, substituint a Vicky Losada que jugava el seu últim partit amb el club, de manera que amb 17 anys i un mes, Bartel es va convertir en la quarta jugadora més jove que ha jugat amb el primer equip. El 16 d'abril del 2022, en el que va ser el seu tercer partit (primera vegada a l'equip titular) i després d'haver jugat tot just 66 minuts amb el primer equip al llarg de la seva carrera, Bartel va donar una assistència de gol contra el València a Aitana Bonmatí.

## Carrera internacional
Tot i que la pandèmia del COVID-19 va endarrerir els principals tornejos nacionals juvenils el 2020, Bartel ha acumulat una gran experiència jugant en moltes categories inferiors de la selecció espanyola. Va marcar un impressionant gol contra Portugal el 9 d'abril del 2022, i va ser una de les peces clau perquè Espanya arribés a la ronda final del Campionat de la UEFA del 2022, havent aparegut en els 6 partits disputats per Espanya al llarg de la fase de classificació.

## Palmarès
- 1 Lliga de Campions: 2023-24
- 3 Lligues espanyoles: 2020-21, 2021-22, 2023-24
- 2 Lligues Primera Federació: 2022-23, 2023-24